# Family Business (film)
Family Business is een Amerikaanse filmkomedie uit 1989 onder regie van Sidney Lumet.

## Verhaal
Grootvader Jessie, vader Vito en zoon Adam beramen samen een inbraak. Tijdens de klus leren de drie criminelen elkaar beter kennen.

## Rolverdeling
| Acteur            | Personage       |
| ----------------- | --------------- |
| Sean Connery      | Jessie          |
| Dustin Hoffman    | Vito            |
| Matthew Broderick | Adam            |
| Rosanna DeSoto    | Elaine          |
| Janet Carroll     | Margie          |
| Victoria Jackson  | Christine       |
| Bill McCutcheon   | Doheny          |
| Deborah Rush      | Michele Dempsey |
| Marilyn Cooper    | Rose            |
| Salem Ludwig      | Nat             |
| Rex Everhart      | Ray Garvey      |
| James Tolkan      | Rechter         |
| Marilyn Sokol     | Marie           |
| Thomas A. Carlin  | Neary           |
| Tony DiBenedetto  | Phil            |